# Qarah Nāv
Qarah Nāv (persiska: قَرِه ناو, قره ناو, Qareh Nāv) är en ort i Iran.   Den ligger i provinsen Kurdistan, i den nordvästra delen av landet, 400 km väster om huvudstaden Teheran. Qarah Nāv ligger 1 557 meter över havet och antalet invånare är 156.
Terrängen runt Qarah Nāv är huvudsakligen kuperad, men åt nordväst är den platt.Runt Qarah Nāv är det ganska glesbefolkat, med 48 invånare per kvadratkilometer. Närmaste större samhälle är Charmlū, 4,6 km nordväst om Qarah Nāv. Trakten runt Qarah Nāv består i huvudsak av gräsmarker.